# PV (motorfiets)
PV is een historisch merk van motorfietsen.
Elliston & Fell, Perry Vale, later P.V. Motor Cycles Ltd., Perry Vale, London (1910-1925).
Het Engels merk bouwde een goede naam op, met name door de toepassing van achtervering. De motorblokken werden gekocht bij JAP en Villiers, maar er waren ook modellen met de Barr & Stroud-schuivenmotor en oliegekoelde Bradshaw-kopkleppers.